# Dsmitryj Lichtarowitsch
Dsmitryj Jauhenawitsch Lichtarowitsch (belarussisch Дзмітрый Яўгенавіч Ліхтаровіч, * 1. März 1978 in Mahiljou) ist ein ehemaliger belarussischer Fußballspieler.

## Karriere

### Verein
Lichtarowitsch begann seine Karriere in seiner Heimatstadt bei Dnjapro Mahiljou. 2002 wechselte er zu BATE Baryssau, für die er in diversen europäischen Bewerben spielte. Von 2004 bis 2016 war er Kapitän der Mannschaft. Im Januar 2016 beendete er seine Karriere.

### Nationalmannschaft
Lichtarowitsch wurde 2001 erstmals ins Nationalteam berufen. Insgesamt bestritt er zwei A-Länderspiele.